# Furry

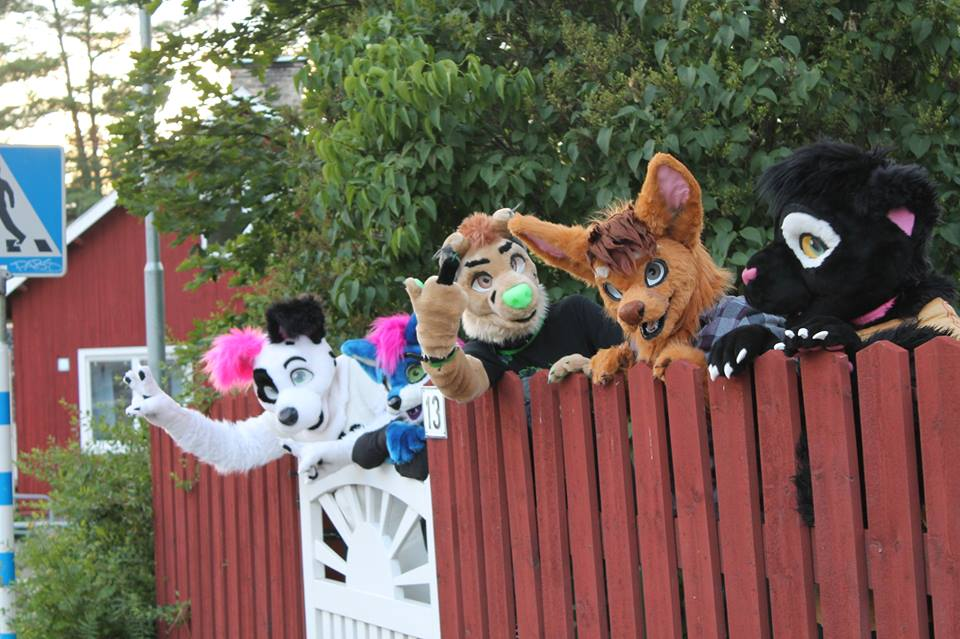
Fursuiters under en furryträff i Stockholm.

Furry fandom är en subkultur med huvudsaklig inriktning på antropomorfa djur och även fantasidjur som till exempel drakar.
Ordet furry kan syfta på ett flertal olika saker inom subkulturen, exempelvis subkulturen i sig eller en enskild utövare. Furry är den vanligaste benämningen på en enskild individ inom fandomen, men även fur och furry fan används. På svenska förekommer även termen päls eller pälsare. Individer inom subkulturen som är mer tilltalade av reptiler använder ibland termen scalies för att distansera sig.

## Furry i praktiken

### Furry fans
Personer som deltar i furryfandomen, brukar kallas en furry.

### Furry lifestylers
En furry lifestyler är någon som anser sig själv vara helt eller delvis ett djur eller som önskar att denne vore ett djur. En furry lifestyler har ofta ett eller flera alter-egon, så kallade fursonas, som är djur eller antropomorfa djur. Vad dessa karaktärer används till är individuellt, men det kan vara karaktärer man rollspelar på olika MU*:n online, någon man skriver historier om, ritar bilder av och/eller ens egen mentala bild av sig själv.

## Furry fandom
Enligt fandomhistorikern Fred Patten lanserades begreppet furry under ett science fiction-evenemang i början av 1980 när en tecknad bild av en karaktär ur Steve Gallacci's Albedo Anthromorphics startade en diskussion om antropomorfistiska karaktärer i science fiction-berättelser. Detta ledde till skapandet av en diskussionsgrupp som möttes under science fiction- och serieevenemang.
Den specifika termen furry fandom har använts i fanzines så tidigt som 1983 och har blivit det vedertagna namnet för genren under mitten av 1990-talet. Fans menar dock att fandomen existerade långt tidigare genom fiktiva verk så som Kimba, The White Lion som släpptes 1956, Richard Adams roman, Watership Down som publicerades 1972 (filmen kom 1978) och Walt Disneys Robin Hood från 1973.
Utöver umgänget i fanzines började allt fler fans att möta upp under 1980-talet, vilket ledde till skapandet och genomförandet av det första furrymötet, ConFurence, 1989 med ett deltagarantal på 65 personer (90 föranmälda). Under det följande årtioendet slog internet igenom, vilket ledde till en uppsjö av olika sätt att umgås.

## Konst
Furry-anhängare brukar även teckna egna figurer, ett vanligt förekommande tema är pornografisk konst känd som "Yiff". Ordet härstammar från ljud från rävar som parar sig.

## Furry-evenemang
Furrymöten anordnas i stora delar av världen, framför allt i USA där de största furry-evenemangen finns; det största är Midwest Furfest i Chicago, med ca 11 000 deltagare år 2019.

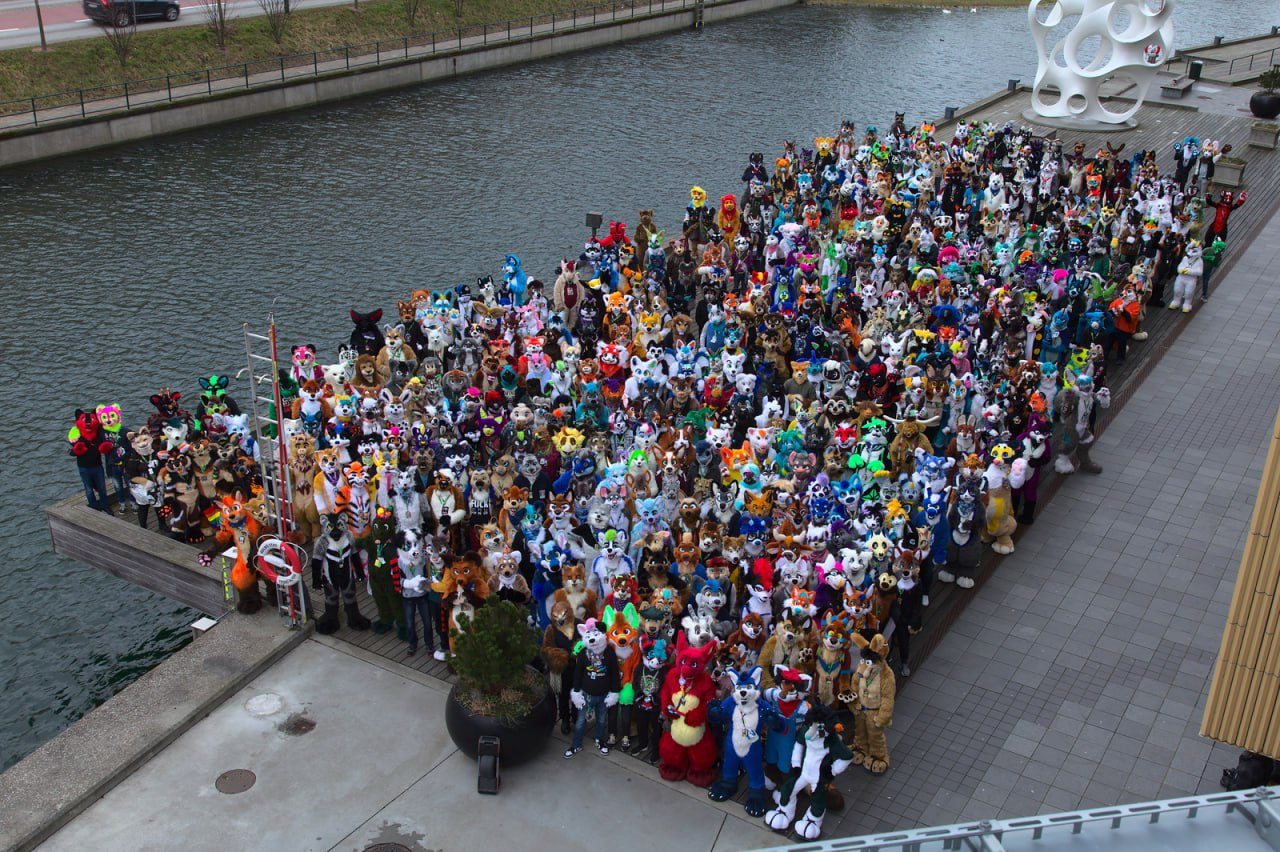
Gruppfoto av fursuiters under NordicFuzzCon i Malmö 2023.

Sedan 2013 arrangeras NordicFuzzCon som är nordens största furry-evenemang. NordicFuzzCon 2020 ägde rum på Clarion Hotel & Congress Malmö Live i Malmö med ca 1499 deltagare. Konventets maskot kallas "Mausie" och är en musliknande gnagare.
Närliggande evenemang är Eurofurence som hålls i Tyskland, det största i Europa med ca 3 579 deltagare år 2019, och ConFuzzled som hålls i England.